# العلاقات العمانية الكندية
العلاقات العمانية الكندية هي العلاقات الثنائية التي تجمع بين سلطنة عمان وكندا.

## مقارنة بين البلدين
هذه مقارنة عامة ومرجعية للدولتين:
| وجه المقارنة                                              | سلطنة عمان    | كندا                     |
| --------------------------------------------------------- | ------------- | ------------------------ |
| المساحة (كم2)                                             | 309.50 ألف    | 9.98 مليون               |
| عدد السكان (نسمة)                                         | 4.64 مليون    | 35.70 مليون              |
| الكثافة السكانية (ن./كم²)                                 | 14.99         | 3.58                     |
| العاصمة                                                   | مسقط          | أوتاوا                   |
| اللغة الرسمية                                             | اللغة العربية | لغة إنجليزية، لغة فرنسية |
| العملة                                                    | ريال عماني    | دولار كندي               |
| الناتج المحلي الإجمالي (بليون دولار)                      | 72.64 مليار   | 1.65 تريليون             |
| الناتج المحلي الإجمالي (تعادل القوة الشرائية) بليون دولار | 179.49 مليار  | 1.59 تريليون             |
| الناتج المحلي الإجمالي الاسمي للفرد دولار أمريكي          | 15.55 ألف     | 43.25 ألف                |
| الناتج المحلي الإجمالي للفرد دولار أمريكي                 | 38.63 ألف     | 45.07 ألف                |
| مؤشر التنمية البشرية                                      | 0.793         | 0.913                    |
| رمز المكالمات الدولي                                      | +968          | +1                       |
| رمز الإنترنت                                              | عمان          | .ca                      |
| المنطقة الزمنية                                           | ت ع م+04:00   |                          |

## منظمات دولية مشتركة
يشترك البلدان في عضوية مجموعة من المنظمات الدولية، منها:
| علم المنظمة | اسم المنظمة                               | تاريخ انضمام سلطنة عمان | تاريخ انضمام كندا |
| ----------- | ----------------------------------------- | ----------------------- | ----------------- |
|             | مؤسسة التنمية الدولية                     | 1973                    | 24 سبتمبر 1960    |
|             | المنظمة الهيدروغرافية الدولية             | ?                       | ?                 |
|             | مؤسسة التمويل الدولية                     | 1973                    | 20 يوليو 1956     |
|             | منظمة حظر الأسلحة الكيميائية              | ?                       | ?                 |
|             | يونسكو                                    | 10 فبراير 1972          | 4 نوفمبر 1946     |
|             | الأمم المتحدة                             | 7 أكتوبر 1971           | 9 نوفمبر 1945     |
|             | الاتحاد الدولي للاتصالات                  | 28 أبريل 1972           | 1 يوليو 1908      |
|             | منظمة الشرطة الجنائية الدولية             | ?                       | ?                 |
|             | البنك الدولي للإنشاء والتعمير             | 1971                    | 27 ديسمبر 1945    |
|             | الاتحاد البريدي العالمي                   | ?                       | ?                 |
|             | المركز الدولي لتسوية المنازعات الاستشارية | 1995                    | 1 ديسمبر 2013     |
|             | وكالة ضمان الاستثمار متعدد الأطراف        | 1989                    | 12 أبريل 1988     |
|             | منظمة التجارة العالمية                    | 2000                    | ?                 |
|             | الفريق المعني برصد الأرض                  | ?                       | ?                 |

## وصلات خارجية
- موقع وزارة الخارجية العمانية
- موقع وزارة الخارجية الكندية